# Google Pixel
Google Pixel là một dòng các thiết bị điện tử tiêu dùng được thiết kế, phát triển, quảng bá và hỗ trợ trực tiếp bởi Google. Không giống các thiết bị Google Nexus, Google chính là nhà sản xuất của các thiết bị Pixel.
Các thiết bị Pixel bao gồm:
- Chromebook Pixel (2013), một chiếc máy tính xách tay Chromebook cao cấp[1][2]
- Chromebook Pixel (2015), phiên bản kế tiếp phiên bản 2013[3]
- Máy tính bảng Pixel:
  - Pixel C, một chiếc máy tính bảng Android[4]
  - Pixel Slate, chiếc tablet dùng ChromeOS với bộ xử lý Intel ra mắt 2018. (Đã hủy)
  - Pixel Tablet (2023)
- Các điện thoại Pixel bao gồm:
  - Pixel & Pixel XL (2016)
  - Pixel 2 & Pixel 2 XL (2017)
  - Pixel 3 & Pixel 3 XL (2018)
  - Pixel 3a & Pixel 3a XL (2019)
  - Pixel 4 & Pixel 4 XL (2019)
  - Pixel 4a & Pixel 4a 5G (2020)
  - Pixel 5 (2020)
  - Pixel 5a (2021)
  - Pixel 6 & Pixel 6 Pro (2021)
  - Pixel 6a (2022)
  - Pixel 7 & Pixel 7 Pro (2022)
  - Pixel 7a (2023)
  - Pixel Fold (2023)
  - Pixel 8 & Pixel 8 Pro (2023)
  - Pixel 8a (2024)
  - Pixel 9, Pixel 9 Pro, Pixel 9 Pro XL & Pixel 9 Pro Fold (2024)
  - Pixel 9a (2025)
- Smart watch:
  - Pixel Watch, đồng hồ thông minh đầu tiên thuộc line-up Pixel.
  - Pixel Watch 2 (2023)
  - Pixel Watch 3 (2024)